# Boris Wołynow
Boris Walentinowicz Wołynow  (ros. Борис Валентинович Волынов; ur. 18 grudnia 1934 w Irkucku) – radziecki kosmonauta, Lotnik Kosmonauta ZSRR; dwukrotny Bohater Związku Radzieckiego. Jedyny żyjący kosmonauta z pierwszego oddziału kosmonautów ZSRR (grupa WWS 1).

## Życiorys
Po ukończeniu w 1952 roku szkoły średniej przeszedł przeszkolenie dla początkujących pilotów. Rok później został słuchaczem Stalingradzkiej Wojskowej Wyższej Szkoły Lotniczej, którą ukończył pod koniec 1955 roku. Później służył jako pilot MiG-a 17 w okręgu moskiewskim.
7 marca 1960 roku został jednym z 20 pilotów wojskowych jakich wybrano do pierwszego oddziału kosmonautów (grupa WWS 1).
Przygotowywał się do lotów na statkach kosmicznych typu Wostok, Woschod i Sojuz.
W sierpniu 1962 roku był drugim dublerem przy startach statków Wostok 3 i Wostok 4 pilotowanych przez A. Nikołajewa i P.Popowicza.
W 1963 roku był dublerem W. Bykowskiego podczas startu do lotu Wostoka 5.
W 1964 roku był dublerem W. Komarowa podczas lotu Woschoda 1. Miał być dowódcą statku kosmicznego Woschod 3, którego lot był planowany na koniec 1965 roku, ale z uwagi na wcześniejsze zakończenie programu Woschod do misji nie doszło. 
Po rezygnacji Związku Radzieckiego z kontynuowania lotów statków typu Woschod Wołynowa skierowano do grupy kosmonautów, którzy przygotowywali się do radzieckich załogowych misji księżycowych (program ostatecznie zarzucony po sukcesie amerykańskiego programu Apollo).
W 1968 roku był drugim dublerem G. Bieriegowoja podczas lotu Sojuza 3. W następnym roku udał się w swoją pierwszą wyprawę w kosmos. 15 stycznia 1969 roku. Został dowódcą załogowego statku kosmicznego Sojuz 5. Razem z nim na orbitę okołoziemską polecieli Aleksiej Jelisiejew i Jewgienij Chrunow. Podczas lotu doszło do pierwszego w historii połączenia się na orbicie dwóch załogowych statków kosmicznych – Sojuza 5 z wystrzelonym wcześniej Sojuzem 4 pilotowanym przez Władimira Szatałowa. Po pomyślnym cumowaniu dwaj kosmonauci: Jelisiejew i Chrunow poprzez otwartą przestrzeń kosmiczną przeszli na pokład Sojuza 4. Wołynow samotnie kontynuował lot. Na Ziemię powrócił 18 stycznia po 3 dniach 54 minutach i 15 sekundach. Podczas lądowania na skutek problemów z silnikami hamującymi i spadochronem kabina załogowa miała większą prędkość niż normalnie. Wołynow podczas tej operacji stracił kilka zębów.
W następnych latach przygotowywał się do lotów na statkach Sojuz i wojskowych stacjach kosmicznych typu Ałmaz. 
W 1974 roku razem z Witalijem Żołobowem byli dublerami podstawowych załóg statków kosmicznych Sojuz 14 (trzecia załoga) oraz Sojuz 15 (jako dublerzy).
Do drugiego lotu w kosmos wystartował 6 lipca 1976 roku jako dowódca Sojuza 21. Razem z Witalijem Żołobowem pracowali na pokładzie załogowej stacji kosmicznej Salut 5 (Ałmaz 3). Ich misja miała przede wszystkich charakter wojskowy. Pod koniec lotu Żołobow poważnie zachorował (prawdopodobnie na skutek przemęczenia miał problemy z psychiką) i misja musiała zostać przedwcześnie przerwana. Kosmonauci powrócili na Ziemię 24 sierpnia po 49 dniach 6 godzinach 23 minutach i 32 sekundach. Po zakończonym locie został kierownikiem oddziału kosmonautów.
Łącznie Boris Wołynow spędził w kosmosie 52 dni 7 godzin 17 minut i 47 sekund.
17 marca 1990 roku z uwagi na osiągnięty wiek w stopniu pułkownika opuścił oddział kosmonautów.

## Nagrody i wyróżnienia
Dwukrotnie otrzymał tytuł Bohatera Związku Radzieckiego i Order Lenina. Został odznaczony m.in. Orderem „Za zasługi dla Ojczyzny” IV klasy, Orderem „Za służbę Ojczyźnie w Siłach Zbrojnych ZSRR” III stopnia i innymi orderami oraz medalami. Uhonorowany przez Akademię Nauk ZSRR złotym medalem im. K. Ciołkowskiego. FAI (Międzynarodowa Federacja Lotnicza) przyznała mu dyplom im. W. Komarowa.
Stowarzyszenie Uczestników Lotów Kosmicznych (Association of Space Explorers) przyznało mu Universal Astronaut Insignia za lot orbitalny (nr 35).

## Wykaz lotów
| Loty i starty kosmiczne, w których uczestniczył Boris W. Wołynow        | Loty i starty kosmiczne, w których uczestniczył Boris W. Wołynow | Loty i starty kosmiczne, w których uczestniczył Boris W. Wołynow | Loty i starty kosmiczne, w których uczestniczył Boris W. Wołynow | Loty i starty kosmiczne, w których uczestniczył Boris W. Wołynow | Loty i starty kosmiczne, w których uczestniczył Boris W. Wołynow | Loty i starty kosmiczne, w których uczestniczył Boris W. Wołynow |
| L.p.                                                                    | Data startu                                                      | Statek kosmiczny                                                 | Data lądowania                                                   | Funkcja                                                          | Czas trwania                                                     |                                                                  |
| ----------------------------------------------------------------------- | ---------------------------------------------------------------- | ---------------------------------------------------------------- | ---------------------------------------------------------------- | ---------------------------------------------------------------- | ---------------------------------------------------------------- | ---------------------------------------------------------------- |
| 1                                                                       | 15 stycznia 1969                                                 | Sojuz 5                                                          | 18 stycznia 1969                                                 | Dowódca                                                          | 3 dni 54 minuty i 15 sekund                                      |                                                                  |
| 2                                                                       | 6 lipca 1976                                                     | Sojuz 21                                                         | 24 sierpnia 1976                                                 | Dowódca                                                          | 49 dni 6 godzin 23 minuty i 32 sekundy                           |                                                                  |
| Łączny czas spędzony w kosmosie – 52 dni 7 godzin 17 minut i 47 sekund. |                                                                  |                                                                  |                                                                  |                                                                  |                                                                  |                                                                  |